# Ludger Lütkehaus
Ludger Lütkehaus född 17 december 1943 i Cloppenburg, död 22 november 2019 i Freiburg im Breisgau, var en tysk filosof.
Lütkehaus var det fjärde barnet till Eduard Lütkenhaus och Ida Lütkenhaus. 
Han studerade tysk litteratur, filosofi, pedagogik och historia vid Freiburgs universitet.

## Utmärkelser
- 1979 – Sonderpreis der Schopenhauer-Gesellschaft
- 1996 – Buch und Kultur Preis
- 2007 – Robert-Mächler-Preis
- 2009 – Friedrich-Nietzsche-Preis